# Action Adventure
Action Adventure è il settimo album in studio del musicista e produttore statunitense DJ Shadow, pubblicato nel 2023.

## Tracce
Testi e musiche di Joshua Davis..
1. Ozone Scraper – 3:31
2. All My – 2:43
3. Time and Space – 8:21
4. Craig, Ingels, & Wrightson – 3:09
5. Witches vs. Warlocks – 4:10
6. A Narrow Escape – 2:56
7. You Played Me – 3:28
8. Free for All – 2:30
9. The Prophecy – 4:43
10. Friend or Foe – 2:42
11. Fleeting Youth (An Audible Life) – 3:32
12. Reflecting Pool – 7:54
13. Forever Changed – 3:43
14. She's Evolving – 4:15